# نوروز انهار
نوروز انهار جشنی بوده در روز فروردین از اسفند (در گاه‌شمار ایران باستان). مردمان در این روز به دشت و دمن، به ویژه کنار رودها و چشمه‌ها رفته و طی مراسمی عطر و گلاب در آب‌ها می‌افشاندند.